# Protesterna mot högerextremism i Tyskland och Österrike 2024
Protesterna mot högerextremism ökade i många tyska och österrikiska städer från januari till maj 2024. Den utlösande faktorn var att undersökande journalister kunnat påvisa närvaron av valda politiker, Alternativ för Tyskland-politiker, på det högerextrema möte som arrangerats i Potsdam i november 2023. Efter ett antal mindre demonstrationer och manifestationer i början av januari ökade tillströmningen rejält och helgen den 20-21 januari arrangerades ett flertal demonstrationer med mer än 100 000 deltagare vardera. Demonstrationerna, där särskilt Alternativ för Tyskland kritiserades, fortsatte under följande månader. Dessutom spred sig även vågen av demonstrationer till Österrike. En slogan som användes flitigt under dessa arrangemang var "Aldrig mer". 

## Uppstart
Protestvågen inleddes med att ett 60-tal potsdambor träffades för en spontan demonstration den 11 januari utanför Villa Adlon, även kallat Adlon Mansion. Detta i protest mot det högerextrema möte som ägde rum i villan ifråga den 25 november 2023 och där planer drogs upp för en massdeportering av asylsökande, invandrare med uppehållstillstånd och även så kallat "icke-assimilerade" tyska medborgare. Ett möte där bland annat representanter för Alternativ för Tyskland och Tysklands kristdemokratiska parti (CDU) deltog. Dagen därpå samlades omkring 2000 personer utanför AfD:s partihögkvarter i Hamburg och under de kommande dagarna och arrangerades ett flertal demonstrationer, i många städer, och med ett snabbt växande antal deltagare.

## Stora demonstrationerna (ett axplock)

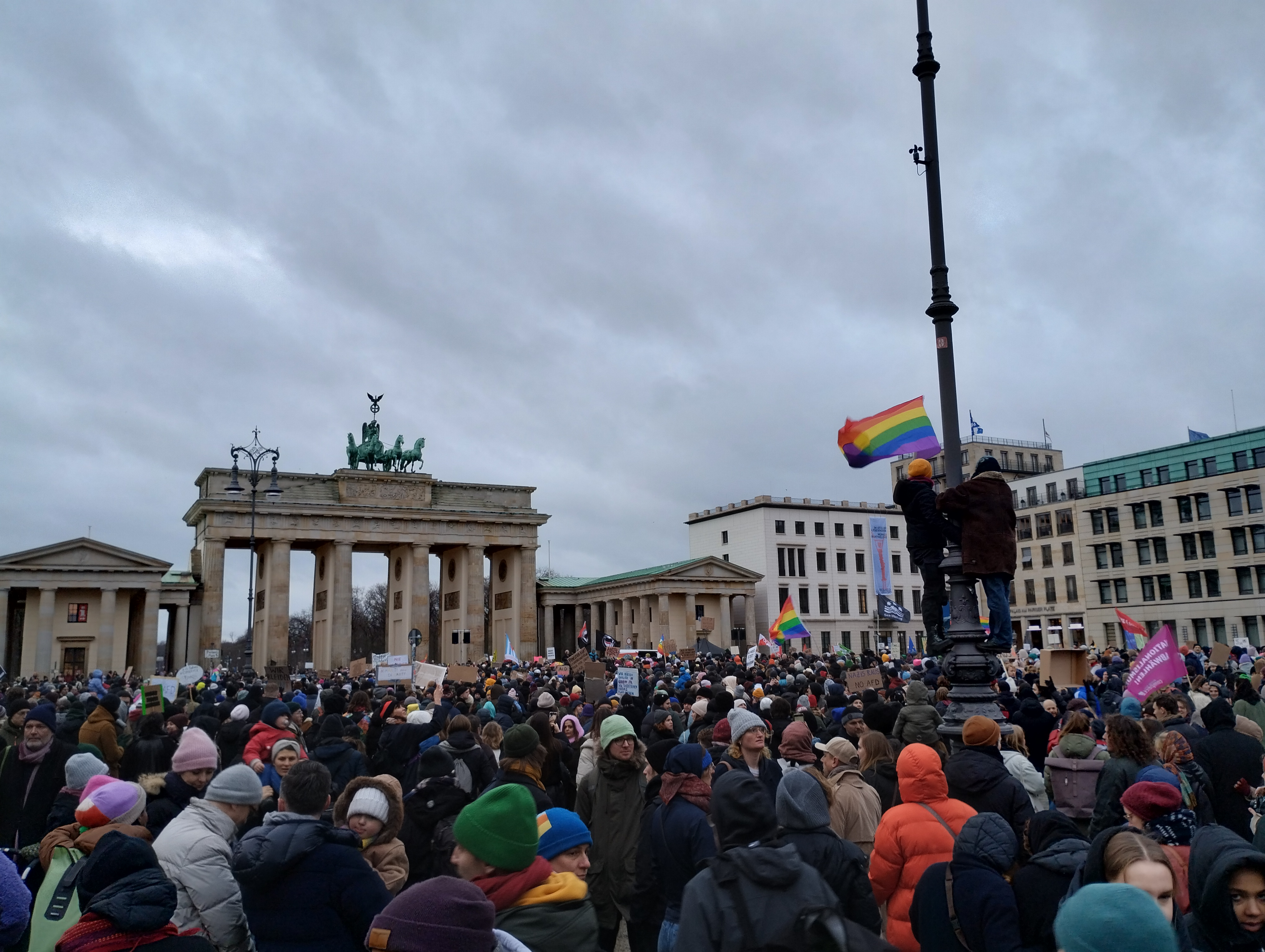
Demonstration i Berlin, 14 januari 2024.

- Hamburg 19 januari 2024, 180 000 deltagare[7][8]
- München, 21 januari 2024, 100-250 000 deltagare[9]
- Berlin, 21 januari 2024, över 100 000 deltagare[10]
- Berlin, 3 februari 2024, 150-300 000 deltagare[11]